# Cladocarpus paraformosus
Cladocarpus paraformosus is een hydroïdpoliep uit de familie Aglaopheniidae. De poliep komt uit het geslacht Cladocarpus. Cladocarpus paraformosus werd in 2000 voor het eerst wetenschappelijk beschreven door Schuchert. 